# Naoto Kidoku
Naoto Kidoku (født 12. maj 1994) er en japansk fodboldspiller.
Han har spillet for flere forskellige klubber i sin karriere, herunder Fagiano Okayama og SC Sagamihara.